# اف. کنت ایورسون
اف. کنت ایورسون (انگلیسی: F. Kenneth Iverson; ۱۸ سپتامبر ۱۹۲۵ – ۱۴ آوریل ۲۰۰۲) مدیر اهل ایالات متحده آمریکا بود.
وی همچنین برندهٔ جوایزی همچون مدال ملی فناوری و نوآوری شده‌است.